# Maria Holaus

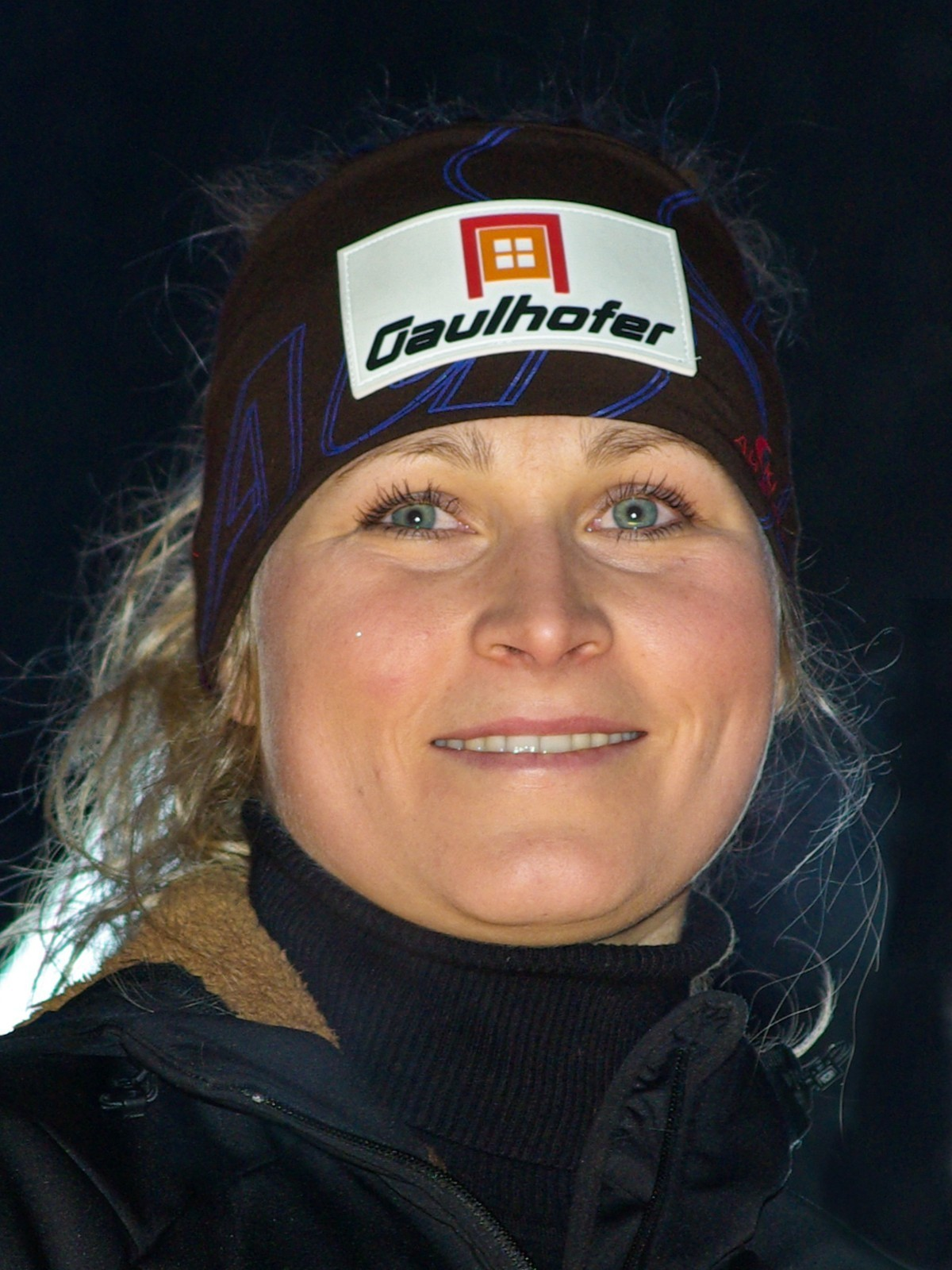
Maria Holaus (Altenmarkt-Zauchensee 2009)

Maria Holaus född 19 december 1983 i Brixen im Thale, Österrike är en österrikisk alpin skidåkare. Holhaus specialgrenar är störtlopp och super G.
Holaus genombrott kom säsongen 2007/2008 då hon tog 3 pallplatser i världscupen. Dock föll hon i störtloppet i Sestriere och bröt benet. Därmed missade hon resten av säsongen.
Sedan december 2009 har hon inte startat i världscupen.

## Världscupsegrar
| Datum           | Land    | Ort               | Disciplin |
| --------------- | ------- | ----------------- | --------- |
| 20 januari 2008 | Italien | Cortina d'Ampezzo | Super G   |